# 奈佐健臣
奈佐 健臣（なさ けんじ、1959年5月28日 - ）は日本の俳優及びナレーターである｡京都府出身。血液型はO型。大沢事務所に所属。

## 代表作

### 俳優
- 毛利元就（1997年 NHK大河ドラマ）- 小三太
- 北条時宗（2001年 NHK大河ドラマ） - 河野通有
- 新選組!（2004年 NHK大河ドラマ）

### ナレーション
- 緊急検証! THE MOVIE ネッシーvsノストラダムスvsユリ・ゲラー[1]